# Семипалатински полигон
Семипалатински полигон (руски: Семипалатинск-21), такође познат као „Полигон“, био је примарно место за тестирање нуклеарног оружја Совјетског Савеза. Налази се у степи на североистоку Казахстана (у бившој Казахстанској ССР), јужно од долине реке Иртиш. Научне зграде за полигон налазиле су се око 150 км западно од града Семипалатинска, касније преименованог у Семеј, близу границе Источноказахстанске области и Павлодарске области. Већина нуклеарних тестова одвијала се на различитим локацијама даље на западу и југу, а неке чак и у региону Караганди.
Совјетски Савез је извршио 456 нуклеарних тестова у Семипалатинску од 1949. до 1989. године, без обзира на њихов утицај на локално становништво или животну средину. Совјетске власти су дуги низ година скривале пун утицај изложености радијацији што је изашло на видело тек од затварања полигона 1991. Према проценама казахстанских стручњака, 1,5 милион људи је током година било изложено нуклеарним падавинама.
Од 1996. до 2012. тајна заједничка операција казахстанских, руских и америчких нуклеарних научника и инжењера складиштила је отпадни плутонијум у планинским тунелима.
Од свог затварања 29. августа 1991. године, Семипалатински полигон је постао најбоље истражен нуклеарни полигон на свету и једини у свету отворен за јавност током целе године.

## Историја
Локалитет је 1947. одабрао Лаврентиј Берија, политички шеф пројекта совјетске атомске бомбе. Берија је лажно тврдио да је огромних 18.000 km² степе било "ненасељено". Радна снага Гулага је ангажована за изградњу примитивних постројења за тестирање, укључујући лабораторијски комплекс у североисточном углу на јужној обали реке Иртиш. Прво тестирање совјетске бомбе, Операција Прва муња, коју су Американци назвали Joe One, изведена је 1949. са торња на полигону Семипалатинск, расипајући падавине на оближња села, која је Берија пропустио да евакуише. Иста област, „експериментално поље“, регион 64 км западно од града Курчатова, коришћен је за више од 100 накнадних тестова надземног оружја.
Каснији тестови су премештени у комплекс реке Чаган и оближњег језера Балапан на истоку полигона, укључујући место Чаган теста, који је формирао језеро Чаган. Након што су атмосферски тестови били забрањени, тестирање је пребачено на подземне локације код Чагана, Муржика на западу и у планинског комплекса Дегелен на југу, који је прожет бушотинама и наносима за субкритичне и суперкритичне пробе. Након затварања радног логора Семипалатинск, грађевинске послове је обављао 217. одвојени инжењерско-рударски батаљон, који је касније изградио космодром Бајконур.
Између 1949. и престанка атомског тестирања 1989. године, на полигону је изведено 456 експлозија, укључујући 340 подземних пуцања из бушотина и тунела и 116 атмосферских, било ваздушних или са торња. Лабораторијски комплекс, који је и даље административни и научни центар, преименован је у Курчатов град по Игору Курчатову, вођи почетног совјетског нуклеарног програма. Локација града Курчатова је типично приказана на различитим мапама као „Конечнаја“, назив железничке станице, сада Дегелен, или „Молдари“, назив села које је касније укључено у град.
Семипалатински комплекс је био од великог интереса за стране владе током свог рада, посебно у фази када су се експлозије вршиле изнад земље на експерименталном пољу. Неколико прелета У-2 испитивало је припреме и ефекте наоружања, пре него што је замењено сателитским извиђањем. Прича се да је Америчка одбрамбена обавештајна агенција била уверена да су Совјети изградили огромну станицу за оружје са снопом у малој истраживачкој станици која се налази на месту тестирања.
Ова мања истраживачка станица, позната Министарству одбране као ПНУТС (Possible Nuclear Underground Test Site) и ЦИА-и као УРДФ-3 (Unidentified Research and Development Facility-3), била је од великог интереса за америчке посматраче. Након пада Совјетског Савеза 1991. године, откривено је да је мистериозна УРДФ-3 имала задатак да истражи нуклеарну термалну ракету сличну америчкој НЕРВА.
Место је затворио председник Казахстанске Совјетске Социјалистичке Републике Нурсултан Назарбајев 29. августа 1991.

### Наслеђе
Совјетски Савез је своје последње тестове извео 1989. Након распада Совјетског Савеза 1991. године, локација је напуштена. Фисиони материјал је остављен у планинским тунелима и бушотинама, практично нечуван и рањив на скупљаче отпада, одметничке државе или потенцијалне терористе. Тајно чишћење Семипалатинска је објављено  јавности 2010-их.
Након неких тестова, радиоактивни материјал је остао на сада напуштеном подручју, укључујући значајне количине плутонијума. Ризик да материјал може пасти у руке чистача или терориста сматран је једном од највећих претњи нуклеарној безбедности од распада Совјетског Савеза. Операција за решавање проблема подразумевала је, делимично, сипање специјалног бетона у испитне рупе, како би се везао отпадни плутонијум. У другим случајевима, хоризонталне рупе за испитивање мина су запечаћене, а улази прекривени. Коначно, у октобру 2012, казахстански, руски и амерички нуклеарни научници и инжењери прославили су завршетак тајне 17-годишње операције, вредне 150 милиона долара, за обезбеђивање плутонијума у планинским тунелима.
Велики делови полигона су се отворили од 2014. године, а привредна активност је обновљена: углавном рударство, али и пољопривреда и туризам. Као и у другим областима погођеним радиоактивношћу, недостатак људског уплитања учинио је локацију уточиштем за дивље животиње.
Људи у Којану у Казахстану су били погођени радијацијом и патили су од болести изазваних радијацијом, баш као и друга околна подручја. Међутим, за разлику од других заједница, неки грађани Којана су формирали идентитет око ове чињенице. Неки су чак себе сматрали новом врстом људи, напредном еволуцијом. Како они то разумеју, они су мутанти који су одрасли и прилагодили се зрачењу присутном у њиховом дому. У њиховим очима, ваздух и храна су отровни, а људи то конзумирају и живе. Дакле, они се морају прилагођавати зрачењу и зато се људи само "мало разболе". Почели су чак да верују да су толико навикли на зрачење да то њихово тело захтева. Ово веровање је произашло из чињенице да су многи појединци који су се одселили из града умрли у року од две године. Некима осталим се чинило да их је убио недостатак радијације. Ово је додатно учврстило њихово уверење да су "радиоактивни мутанти".
Мештани такође верују да њихов статус стоји иза науке. Основа овога била је вежба обуке коју је спровела Организација за свеобухватну забрану тестирања. Вежба се заснивала на хипотетичкој нуклеарној експлозији, тако да су они дошли у пуној заштитној опреми. Грађани Којана су били сведоци овога, али нису били обавештени о статусу „вежбе“ нити о разлозима присуства страних људи. Тако су грађани доживљавали да странци морају да носе заштитну опрему како би ушли у околину њихове заједнице, док они, становници, нису имали потребу. Ово је додатно учврстило њихово уверење да они морају бити радиоактивни мутанти јер се чинило да је другим људима потребна заштита да би постојали у њиховом окружењу.

## Антинуклеарни покрет
Антинуклеарни покрет у Казахстану, „Невада Семипалатинск“, формиран је 1989. године и био је један од првих великих антинуклеарних покрета у бившем Совјетском Савезу. Предводио га је писац Олжас Сулејменов и привукао је хиљаде људи на своје протесте и кампање које су на крају довеле до затварања полигона за нуклеарно тестирање у Семеју 1991.
Према УНЕСКО-у, Невада-Семипалатинск је одиграо позитивну улогу у промовисању јавног разумевања „неопходности борбе против нуклеарних претњи“. Покрет је добио глобалну подршку и постао "прави историјски фактор у проналажењу решења за глобалне еколошке проблеме".

## Утицаји на здравље
Студије спроведене на Кембриџу узеле су узорке крви из четрдесет различитих породица које су живеле у округу Казахстана и које су биле директно изложене високим нивоима падавина од совјетских тестова бомби. Ове студије су закључиле да су појединци који су били изложени штетним последицама између 1949. и 1956. године имали приближно 80% повећање мутација у минисателитским регионима њихове ДНК. Деца ових појединаца су имала 50% више мутација у својим минисателитским регионима у поређењу са њиховим контролним друговима.
Неки здравствени научници још увек нису сигурни шта мутације заметне линије значе за здравље појединаца, али све је више доказа да ове мутације могу повећати генетску предиспозицију за одређене болести као што су кардиоваскуларне болести. Такође постоје докази да су повећани нивои стопе мутације ДНК у корелацији са продуженим излагањем зрачењу.
Лонгитудинална студија спроведена у периоду од 40 година открила је корелацију између изложености зрачењу и преваленције телесних тумора. Најчешћа места за туморе били су једњак, желудац, плућа, дојке и јетра. Утврђено је да ова места имају статистички значајно повећање преваленције у поређењу са контролном групом. Међутим, нека места на телу нису имала значајну разлику у броју: грлић материце, бубрези, ректум и панкреас. Подаци студије сугеришу да постоји веза између дужине излагања и количине, са укупном смртношћу од рака. Ипак, однос између нивоа изложености зрачењу и ефекта је још увек предмет дискусије.
Совјетске власти су дуги низ година скривале пун утицај излагања радијацији. Општи консензус здравствених студија спроведених на локацији од када је затворена је да су радиоактивне падавине из нуклеарних тестирања имале директан утицај на здравље око 200.000 локалних становника. Конкретно, научници су повезали веће стопе различитих врста рака са ефектима након зрачења. Слично томе, неколико студија је истраживало корелацију између изложености зрачењу и абнормалности штитне жлезде. ВВС-јев програм је 2010. тврдио да је на најтеже погођеним локацијама једно од двадесет рођених деце са генетским дефектима. Британски режисер Ентони Батс документовао је неке од утицаја на генетско здравље у свом филму После апокалипсе из 2010.
Недавно декласификовани извештај ЦИА-е пружа сведочење сведока из прве руке о непосредним последицама нуклеарног теста у близини Семипалатинска 1955. године. У овом извештају, извор који је био у близини совјетског термонуклеарног теста у новембру 1955. описује губитак слуха, „ваздух... пуцкета од притиска“ као да се „ваздух цепа“, а тло се тресе.
Етнографски подаци из антрополошке студије детаљно описују неке од јединствених перспектива оних популација које су погођене и још увек живе у области изложености радијацији, што омогућава тим популацијама да разумеју своје околности и биолошки субјективитет појмова као што су безбедност и њихов опстанак у области која је још увек погођена зрачењем.

## Место потписивања споразума о зони без нуклеарног оружја у централној Азији
Семеј је било место које су Казахстан, Киргистан, Таџикистан, Туркменистан и Узбекистан изабрали за потписивање Централноазијске зоне слободне од нуклеарног оружја 8. септембра 2006. године, такође у част 15. годишњице затварања полигона.

## У популарној култури
Филм Тест из 2014. је фикционализован приказ првог совјетског нуклеарног теста из перспективе неких локалних становника.